# Monetaria caputserpentis
Monetaria caputserpentis – gatunek porcelanki. Osiąga niewielkie rozmiary – zazwyczaj w granicach 2–4 cm. Jest jedną z najpospolitszych porcelanek, ma niewielkie wymagania środowiskowe i dlatego liczebność jej populacji jest szacowana na setki milionów osobników. Nazwa tego gatunku wzięła się ze skojarzenia wzoru na jej muszli z głową węża.
Porcelanka ta jest wszechobecna w przemyśle pamiątkarskim – jej muszle sprzedaje się nieprzetworzone oraz wyrabia się z nich najrozmaitsze przedmioty (wisiorki, bransoletki, podkładki itp.) sprzedawane później na straganach w miejscowościach turystycznych.

## Występowanie
Monetaria caputserpentis występuje w całym obszarze wód indopacyficznych – u wschodnich wybrzeży Afryki, południowych wybrzeży Azji oraz wokół Australii i wysp Nowej Zelandii.